# 루브르 조각 미술관
루브르 조각 미술관(일본어: ルーブル 彫刻美術館[*])은 일본 미에현 쓰시에 있는 조각 미술관이다. 루브르 박물관으로부터 공식적인 허가를 받았다.

## 같이 보기
- 이세 신궁